# Coreopsis
Coreopsis es un género de plantas fanerógamas perteneciente a la familia de las asteráceas. Comprende 408 especies descritas y solo 97 aceptadas.
Las flores son generalmente amarillas con los extremos dentados. Las plantas son también llamadas popularmente "calliopsis". 
El género es principalmente nativo de Norteamérica. Muchas especies son cultivadas como planta ornamental para los jardines.  
Especies de Coreopsis son utilizadas como alimento por las larvas de algunas especies de  Lepidopteras, incluyendo Coleophora acamtopappi.

## Especies seleccionadas
- Coreopsis auriculata
- Coreopsis basalis
- Coreopsis bigelovii
- Coreopsis californica
- Coreopsis gigantea
- Coreopsis gladiata
- Coreopsis grandiflora
- Coreopsis hamiltonii
- Coreopsis lanceolata
- Coreopsis linifolia
- Coreopsis major
- Coreopsis nuecensis
- Coreopsis palmata
- Coreopsis rosea
- Coreopsis tinctoria - anteojo, antojo de poeta, bella-diana, centaura de jardín, semíramis.[4]
- Coreopsis tripteris
- Coreopsis verticillata
- Coreopsis wrightii[5]